# Vallanes
Vallanes est une localité islandaise de la municipalité de Fljótsdalshérað située à l'est de l'île, dans la région d'Austurland.